# 박권춘
박권춘은 대한민국의 자동차 경주인으로, 대한민국 최초의 자동차 경주 우승자이다. 경기도 수원시 출신이다. 1987년 제1회 한국 자동차 경기대회에서 150km 거리를 4시간 12분의 기록으로 골인, 우승하였다. 제1회 한국 자동차 경기대회는 진부령에서 용평 구간의 산간도로를 18명의 출전자가 5분마다 출발하여 기록을 경쟁하는 방식으로 진행되었으며, 사고를 예방하기 위하여 벌점제를 채택하였다.